# 長崎電気軌道5000形電車
長崎電気軌道5000形電車（ながさきでんききどう5000がたでんしゃ）は、2011年（平成23年）より製造されている長崎電気軌道の路面電車である。

## 概要
3000形に続く2形式目の超低床電車として登場した。アルナ車両が開発したリトルダンサーのUaタイプで、両端のA車とB車に台車を1台ずつ設置し、中間のC車をフローティング車体とした3車体2台車の構造となっている。全長は3000形より1.2メートル長い16.3メートルで、幅は2.3メートル。座席数は3000形より1名分減っているが、定員は10名増え73名となっている。最小通路幅も3000形より8センチメートル拡大されている。床面高さは入口部35cm、低床部38cm、通路部48cmといずれも3000形と同じだが、車内傾斜が緩やかになっている。5001号の車両価格は2億3,000万円。
2011年（平成23年）2月15日に5001号が営業運転を開始したのを皮切りに、2012年1月には5002号が、2019年3月には5003号が運用を開始し、2023年現在は3編成が在籍する。なお、5003号は長崎電気軌道初のLED行先表示器を備えた車両である（後に5001号・5002号もLED式行先表示器に交換）。

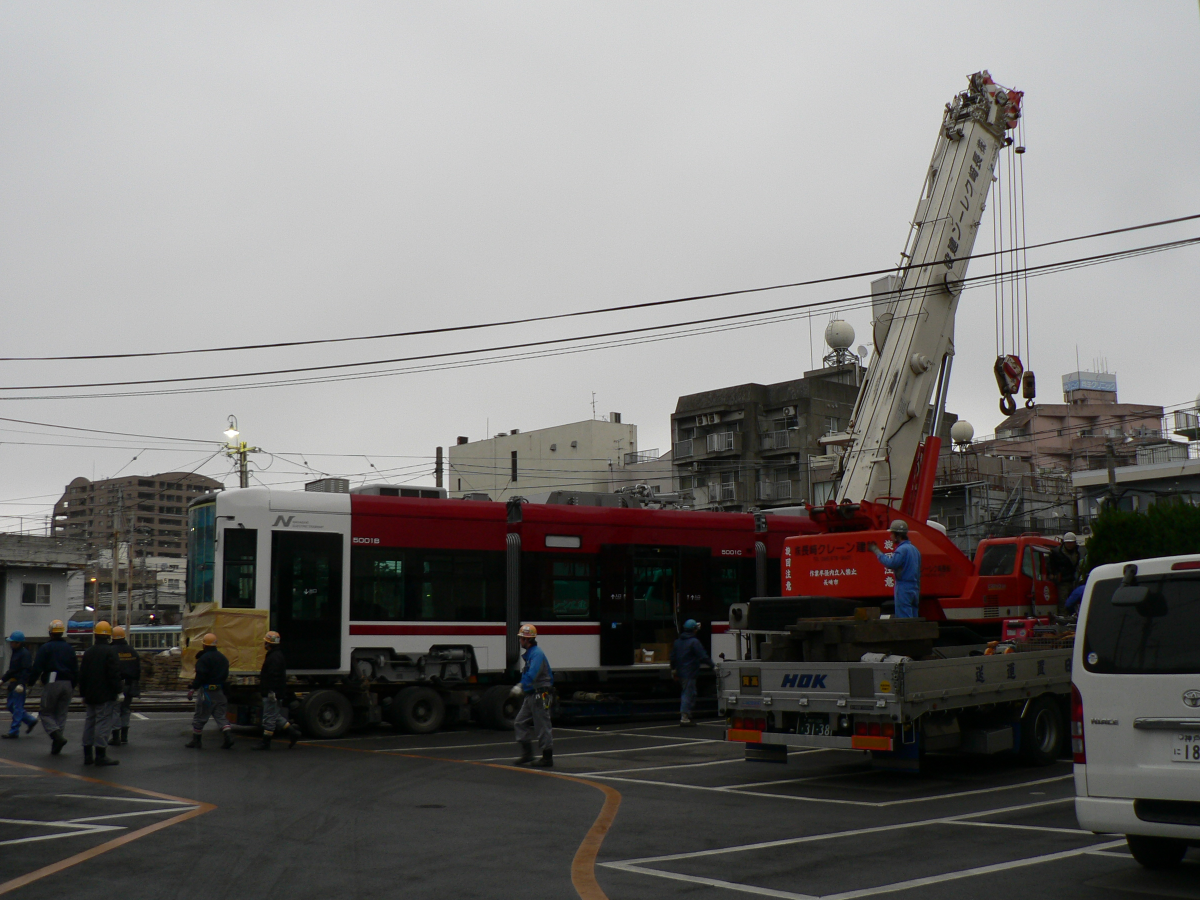
浦上車庫への搬入
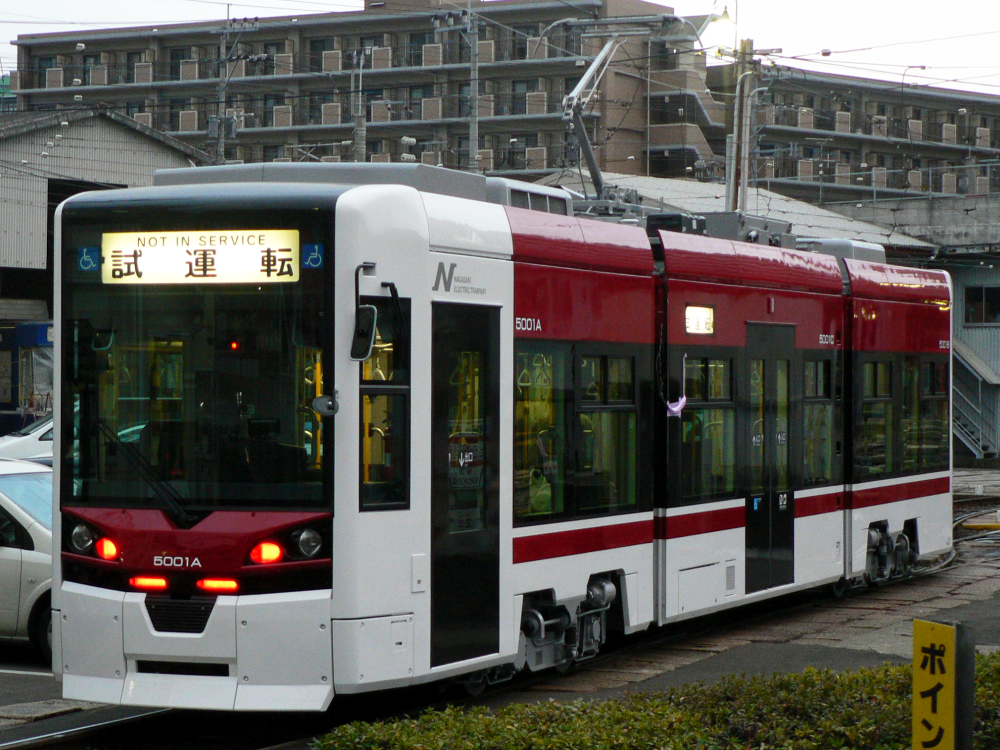
尾灯（丸型）のほか、ブレーキランプ（横長）が装備されている
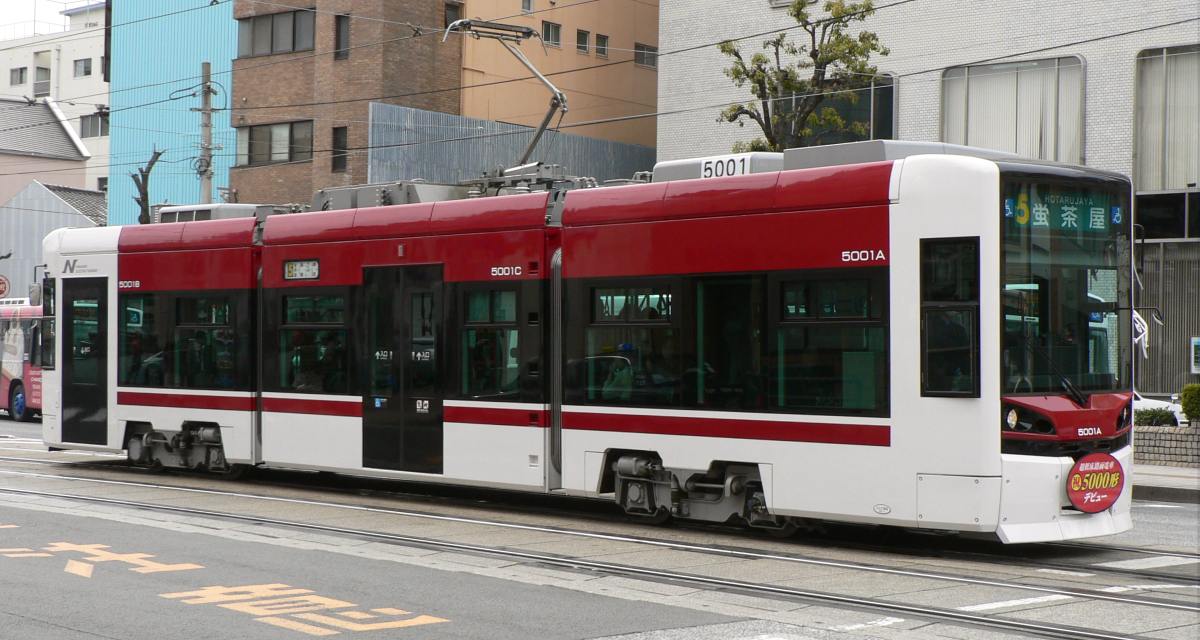
営業運転開始当初の姿。ヘッドマークが付けられている
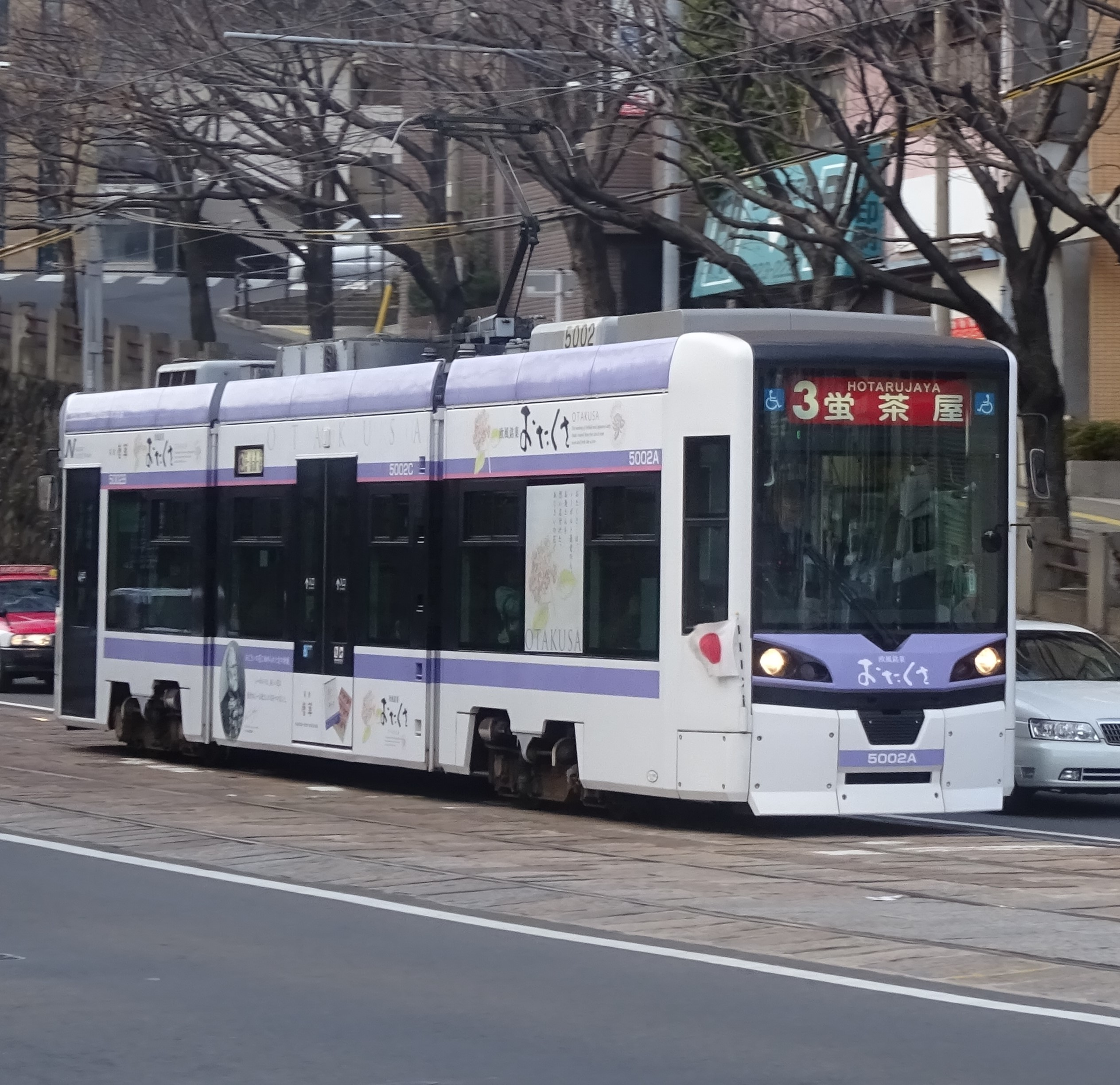
5002号のラッピング車両